# Robert Wiesner
Robert Wiesner (* 28. März 1953 in Wien) ist ein österreichischer Fernsehjournalist und -moderator.
Nach der Matura am Bundesgymnasium Wien 16, Maroltingergasse, studierte er Volkswirtschaftslehre an der Universität Wien und schloss das Studium mit einer Diplomarbeit über „Die Wirtschaftsbeziehungen Österreichs mit den erdölproduzierenden Staaten der arabischen Halbinsel 1970–1983“ und dem akademischen Grad Magister ab.
Ab Herbst 1976 war Wiesner Gründungsgesellschafter und Redakteur der österreichischen Zeitschrift Extrablatt, von September 1979 bis Februar 1985 Pressesprecher der österreichischen Außenminister Willibald Pahr, Erwin Lanc und Leopold Gratz.
1985–1987 außenpolitischer Redakteur der Tageszeitung „Neue AZ“, vormals Arbeiter-Zeitung.
Seit 1987 ist Robert Wiesner Redakteur beim Österreichischen Rundfunk, ORF, vor allem in den Sendungen Zeit im Bild, ZiB 2, Inlandsreport und Report, 1989/91 Korrespondent in den USA. Von 2004 bis 2006 moderierte er die von ihm entwickelte Polit-Talk-Sendung Wiesner fragt im ORF.
Ab Mai 2008 leitete er das Fernsehmagazin Report des Österreichischen Rundfunks (ORF). Im März 2018 ging er Pension.
Im Jahr 2019 gestaltete Robert Wiesner gemeinsam mit Gregor Stuhlpfarrer für die ORF-Sendereihe Menschen & Mächte die Dokumentation "Männer, Macht und Mensuren" über die Hintergründe und den politischen Einfluss von CV und Schlagenden Burschenschaften in Österreich, die nach einigen Diskussionen am 10. Juli 2019 in ORF 2 auf Sendung ging.